# The Norman Fucking Rockwell Tour
The Norman Fucking Rockwell Tour (gestileerd als The Norman Fucking Rockwell ! Tour) is de vijfde concerttournee van de Amerikaanse zangeres Lana Del Rey, ter ondersteuning van haar zesde studioalbum, Norman Fucking Rockwell (2019). De tournee werd aangekondigd op 1 augustus 2019 en zou naar verwachting op 21 september beginnen.

## Achtergrond
Kort na de verschijning van haar vijfde studioalbum, Lust for Life (2017), verklaarde Del Rey dat ze aan haar nieuwe studioalbum was begonnen. Tijdens haar tournee LA to the Moon was Del Rey geregeld in de studio met producer Jack Antonoff terwijl ze aan de opname werkten die ze uiteindelijk in december 2018 voltooiden. Het album werd voorafgegaan door de singles "Mariners Apartment Complex", "Venice Bitch", "Hope Is a Dangerous Thing for a Woman Like Me to Have - but I Have It" en een cover van Sublime's "Doin' Time".
Na haar aankondiging van de release van het album kondigde Del Rey op 1 augustus 2019 aan dat ze een tournee zou beginnen om het album te promoten. Diezelfde dag bracht ze ook de albumtrailer uit voor Norman Fucking Rockwell. De shows voor het eerste deel van de tournee zouden voornamelijk langs de westkust van Noord-Amerika zijn. In de tweede etappe zou de show te zien zijn in de Europese landen Frankrijk, Verenigd Koninkrijk, Ierland en Duitsland. Doordat Del Rey ziek was in die periode, annuleerde ze de volledige etappe. Uiteindelijk werden er een twintigtal concerten gegeven in Noord-Amerika.

## Shows
| 21 september 2019 | Wantagh       | Verenigde Staten             | Northwell Health bij Jones Beach Theatre | —             |
| 30 september 2019 | Vancouver     | Canada                       | Rogers Arena                             | —             |
| 2 oktober 2019    | Seattle       | Verenigde Staten             | WaMu Theater                             | —             |
| 3 oktober 2019    | Portland      | Verenigde Staten             | Moda Center                              | —             |
| 6 oktober 2019    | Berkeley      | Verenigde Staten             | Hearst Greek Theatre                     | —             |
| 8 oktober 2019    | Sacramento    | Verenigde Staten             | Sacramento Memorial Auditorium           | —             |
| 10 oktober 2019   | Los Angeles   | Verenigde Staten             | Hollywood Bowl                           | —             |
| 11 oktober 2019   | San Diego     | Verenigde Staten             | CalCoast Credit Union Open Air Theatre   | —             |
| 3 november 2019   | Albuquerque   | Verenigde Staten             | Kiva Auditorium                          | Andrew Thomas |
| 4 november 2019   | Denver        | Verenigde Staten             | Bellco Theater                           | Julia Jacklin |
| 6 november 2019   | Sioux Falls   | Verenigde Staten             | The District                             |               |
| 8 november 2019   | Chicago       | Verenigde Staten             | Byline Bank Aragon Ballroom              |               |
| 10 november 2019  | Des Moines    | Verenigde Staten             | Community Choice C. Center               |               |
| 11 november 2019  | Madison       | Verenigde Staten             | The Sylvee                               |               |
| 13 november 2019  | Omaha         | Verenigde Staten             | Slosburg Hall                            |               |
| 14 november 2019  | Kansas City   | Verenigde Staten             | Uptown Theater                           |               |
| 16 november 2019  | Wichita       | Verenigde Staten             | Cot. Ballroom                            |               |
| 17 november 2019  | Oklahoma City | Verenigde Staten             | The Criterion                            |               |
| 19 november 2019  | Nashville     | Verenigde Staten             | Nashville Municipal Auditorium           |               |
| 30 november 2019  | Abu Dhabi     | Verenigde Arabische Emiraten | du arena                                 |               |